# Commander-in-chief of the Forces

Le commander-in-chief of the Forces ou seulement commander-in-chief (C-in-C), est le militaire de carrière à la tête de l'Armée de l'Angleterre (en) de 1660 à 1707, remplacée cette année-là par l'Armée de terre britannique qui incluait les régiments écossais. Le C-in-C est la tête de cette armée de 1707 jusqu'à 1904. Ensuite, ce poste est remplacé de 1904 à 1908 par le chief of the General Staff puis à partir de 1908 par le chief of the Imperial General Staff.
À la suite de l'entrée en vigueur du War Office Act de 1870, dans le cadre des réformes de Cardwell, le C-in-C est subordonné au secrétaire d'État à la Guerre du Royaume-Uni. Le plus souvent, les C-in-C ne sont pas membres du gouvernement. L'Armée est représentée auprès du gouvernement par différents officiers : le Paymaster of the Forces, le Master-General of the Ordnance, le Secretary at War, le secrétaire d'État à la Guerre et aux Colonies, le secretary of State for War et, depuis 1964, par le secrétaire d'État à la Défense.

## Détenteurs du poste

### General-in-chief command(1660-1793)
| Rang          | Nom                                      | Illustration | En poste                         | Source |
| ------------- | ---------------------------------------- | ------------ | -------------------------------- | ------ |
| Général       | George Monck, 1er Duke d'Albemarle       |              | 3 août 1660 – 3 janvier 1670     | [ 1 ]  |
|               | Inoccupé                                 |              | 3 janvier 1670 – 30 mars 1674    |        |
| Général       | James Scott, 1er duc de Monmouth         |              | 30 mars 1674 – 1er décembre 1679 | [ 2 ]  |
|               | Inoccupé                                 |              | 1er décembre 1679 – 3 juin 1690  |        |
| Général       | John Churchill, 1er duc de Marlborough   |              | 3 juin 1690 – 30 avril 1691      | [ 3 ]  |
| Général       | Meinhardt Schomberg, 3e duc de Schomberg |              | 30 avril 1691 – 1691             | [ 4 ]  |
|               | Inoccupé                                 |              | 1691 – 24 avril 1702             |        |
| Général       | John Churchill, 1er duc de Marlborough   |              | 24 avril 1702 – 1708             | [ 3 ]  |
|               | Inoccupé                                 |              | 1708 – 1er janvier 1711          |        |
| Général       | James Butler, 2e duc d'Ormonde           |              | 1er janvier 1711 – 1714          | [ 5 ]  |
|               | Inoccupé                                 |              | 1714 – 1er janvier 1744          |        |
| Field marshal | John Dalrymple, 2e comte de Stair        |              | 1er janvier 1744 – 1744          | [ 6 ]  |
| Field marshal | George Wade                              |              | 1744 – 1745                      | [ 7 ]  |
|               | Inoccupé                                 |              | 1745 – 1745                      |        |
| Général       | Prince William, duc de Cumberland        |              | 1745 – 24 octobre 1757           | [ 8 ]  |
| Field marshal | John Ligonier, 1er comte de Ligonier     |              | 24 octobre 1757 – 1759           | [ 9 ]  |
|               | Inoccupé                                 |              | 1759 – 13 août 1766              |        |
| Général       | John Manners, marquis de Granby          |              | 13 août 1766 – 1769              | [ 10 ] |
|               | Inoccupé                                 |              | 1769 – 19 mars 1778              |        |
| Field marshal | Jeffery Amherst, 1er Baron d'Amherst     |              | 19 mars 1778 – 29 mars 1782      | [ 11 ] |
| Field marshal | Henry Seymour Conway                     |              | 29 mars 1782 – 21 janvier 1793   | [ 12 ] |

### Commander-in-chief(1793-1904)
| Rang          | Nom                                      | Illustration | En poste                           | Source |
| ------------- | ---------------------------------------- | ------------ | ---------------------------------- | ------ |
| Field marshal | Jeffery Amherst, 1er Baron d'Amherst     |              | 1793 – 1795                        | [ 13 ] |
| Field marshal | Prince Frederick, duc d'York             |              | 1795 – 1809                        | [ 14 ] |
| Général       | Sir David Dundas                         |              | 1809 – 1811                        | [ 15 ] |
| Field marshal | Prince Frederick, duc d'York             |              | 29 mai 1811 – 22 janvier 1827      | [ 16 ] |
| Field marshal | Arthur Wellesley, 1er duc de Wellington  |              | 22 janvier 1827 – 22 janvier 1828  | [ 17 ] |
| Général       | Rowland Hill, 1er Lord Hill              |              | 22 janvier 1828 – 15 août 1842     | [ 18 ] |
| Field marshal | Arthur Wellesley, 1er duc de Wellington  |              | 15 août 1842 – 14 septembre 1852   | [ 19 ] |
| Field marshal | Henry Hardinge, 1er vicomte d'Hardinge   |              | 28 septembre 1852 – 5 juillet 1856 | [ 20 ] |
| Field marshal | Prince George, duc de Cambridge          |              | 5 juillet 1856 – 1er novembre 1895 | [ 21 ] |
| Field marshal | Garnet Wolseley, 1er vicomte de Wolseley |              | 1er novembre 1895 – 3 janvier 1901 | [ 22 ] |
| Field marshal | Frederick Roberts, 1er comte de Roberts  |              | 3 janvier 1901 – 12 février 1904   | [ 23 ] |